# Gottfried Kirch
Gottfried Kirch (también escrito en ocasiones con las formas Kirche, Kirkius) (18 de diciembre de 1639 – 25 de julio de 1710) fue un astrónomo alemán, el primer 'Astrónomo Real' en Berlín, y como tal, director del naciente Observatorio de Berlín.

## Vida y obra
Hijo de Michael Kirch, un zapatero de Guben (Sajonia), Kirch inicialmente trabajó como maestro de escuela en Langgrün y Neundorf, cerca de Lobenstein. También fue fabricante de calendarios en Sajonia y Franconia.

Comenzó su formación astronómica con Erhard Weigel en Jena, y con Hevelius en Danzig, ciudad esta última en la que en 1667 Kirch publicó calendarios y construyó varios telescopios e instrumentos ópticos. En 1679 inventó un micrómetro de tornillo para realizar medidas astronómicas. Adquirió experiencia como astrónomo trabajando en Coburg, Leipzig y Guben, así como a partir de 1700 en Berlín.
En el último cuarto del siglo XVII, Kirch era el redactor del calendario más leído y con mayor difusión de Alemania. En 1680 fue el primero en descubrir un cometa utilizando un telescopio: el cometa C/1680 V1, denominado el cometa de Kirch. En 1681 descubrió el Grupo del Pato Salvaje M 11. Viajó a Leipzig en 1686, dedicándose a observar los cometas de aquel año con el astrónomo y agricultor Christoph Arnold . Ese mismo año descubrió la estrella variable Mira χ Cygni. También dedicó mucho tiempo a observar la estrella doble Mizar. Introdujo tres constelaciones nuevas, el ″Globus cruciger″ (″Reichsapfel"), la ″Espada Electoral″ (″Kurfürstliches Schwert″) y el Sceptre de Brandenburgo (posteriormente no reconocidas por la Unión Astronómica Internacional). A través de Arnold conoció a su segunda mujer, Maria Margaretha Winkelmann (1670-1720), quien había aprendido astronomía de forma autodidacta y de Arnold. Mientras estaban observando conjuntamente el cometa de 1702, descubrieron el cúmulo globular M5 (5 de mayo de 1702).
En 1699, avistó el cometa 55P/Tempel-Tuttle, observación que no fue reconocida hasta un análisis posterior realizado por Joachim Schubart.
Durante un largo periodo no pudo encontrar un empleo, por lo que tuvo que ganarse la vida publicando sus propios Calendarios y Almanaques, asistido en los cálculos por su segunda mujer y por sus hijos, completando una larga serie de almanaques aparecidos en varias décadas. Durante un tiempo publicó hasta 13 almanaques en un año, algunos firmados bajo seudónimo y otros de distintos autores bajo su nombre. Como ejemplo pueden citarse el Almanaque Cristiano, Judío y Turco; el Almanaque Gitano; el Sibylla Ptolemaein; una Gitana de Alejandría en Egipto; el Astronomischen Wunder-Kalender, el Wahrhaftigen Himmels-Boten, el Gespenster und Haushaltungs-Kalender por Johann Friedrich von Rosenfeld / Der Astronomiae Ergebener; y varios Almanaques de la Academia cuando fue nombrado 'el astrónomo Real' en Berlín desde 1700.
Solo recientemente se ha reconocido la importancia de los almanaques de Kirch para la distribución de las ideas de la Ilustración y del Pietismo a una amplia población. Las funciones de sus almanaques comprendían la Información, la Educación y la Discusión de ideas. Sus calendarios están marcados además por la exposición tanto de sus hallazgos científicos como de los resultados de otros en el extranjero. Algunos de sus almanaques anticipan en su estilo y contenido la aparición del Berliner Astronomisches Jahrbuch. Los aspectos más trascendentes son la transmisión de ideas nuevas a personas normales, conjuntamente con un creciente distanciamiento de las supersticiones astrológicas y la crítica de algunas creencias absurdas.
Desde 1675 manejó la idea de fundar una Sociedad Astronómica en Alemania, abierto a todos los astrónomos independientemente de su nacionalidad o credo religioso. Lanzó la idea de que todos los astrónomos tendrían que enviar sus observaciones a una sede central, donde se publicarían tan pronto como fuera posible. Consideró que Fráncfort podría ser la ubicación ideal, debido a su Messe (mercado) y por otro lado, debido a su fácil conexión con los Países Bajos a través de los ríos Main y Rhin. Esta sociedad también tendría que servir para coordinar la observación de acontecimientos astronómicos como eclipses y tránsitos de planetas. Como ejemplos se pueden citar el tránsito de Mercurio del 31 de octubre (1 de noviembre juliano) de 1690, que organizó casi con disciplina militar. A pesar de todo, no consta que diese ningún paso concreto para fundar tal sociedad.
Fue el 10 de mayo de 1700 cuando el Príncipe Elector Federico III de Branderburgo (desde 1701 rey Federico I) le nombró astrónomo de la Sociedad Real de Ciencias en Berlín. La fundación del Observatorio de Berlín fue una reacción a los nuevos observatorios nacionales en Greenwich, París y San Petersburgo. Para financiar la Academia, el Príncipe elector le confirió el "Kalenderpatent" (un monopolio sobre la edición de almanaques). En consecuencia, Kirch y su mujer también se vieron obligados de alguna manera a financiar la Academia, debido a sus cálculos incluidos en el almanaque oficial.
Después de su muerte, su mujer continuó con los cálculos del almanaque. Su hijo Christfried Kirch se convirtió en director del Observatorio en 1716. Cuando Prusia incorporó la nueva provincia de Silesia en los años 1740, se precisó confeccionar un almanaque más amplio que cubriese el culto católico, para lo que la Academia empleó a su hija Christine Kirch (1696–1782). Desde 1700, hubo dos variantes del calendario vigentes en los reinos alemanes: con el Calendario gregoriano en las regiones católicas; y con el Verbesserter Reichskalender (calendario del Reino mejorado) en las regiones protestantes (aunque este último solo difería del anterior respecto al cálculo de la fecha de la Pascua).
Kirch Estudió la estrella doble Mizar.
Murió en Berlín a los setenta años de edad.

## Eponimia
- El cráter lunar Kirch lleva este nombre en su memoria.
- El asteroide (6841) Gottfriedkirch también conmemora su nombre.